# Temelucha fumikoae
Temelucha fumikoae är en stekelart som beskrevs av Azuma 2001. Temelucha fumikoae ingår i släktet Temelucha och familjen brokparasitsteklar. Inga underarter finns listade i Catalogue of Life.